# Amphiura grandisquama
Amphiura grandisquama är en ormstjärneart som beskrevs av George Richard Lyman 1869. Amphiura grandisquama ingår i släktet Amphiura och familjen trådormstjärnor. Utöver nominatformen finns också underarten A. g. natalensis.